# Zug der fröhlichen Leute
Der Zug der fröhlichen Leute in Cottbus ist der größte Karnevalsumzug in den neuen Bundesländern und der Höhepunkt des Cottbuser Karnevals. 

## Entwicklung
Der Cottbuser Karneval wurde lange geprägt durch die sorbische Fastnacht Zapust und zugezogene Rheinländer.
Am 15. Februar 1954 zog ein großer Rosenmontagszug durch Cottbus. Auch im folgenden Jahr fand dieser eine Wiederholung. Jedoch schon im nächsten Jahr verbot die DDR den Umzug. 1989 gab es nach langer Pause in Cottbus erstmals wieder einen größeren Karnevalsumzug. Heute besuchen rund 100.000 Zuschauer den Umzug. Der größte Umzug in Ostdeutschland wird Live vom Fernsehsender RBB übertragen. 2014 fand er zum 23. Mal seit dem karnevalistischen Neubeginn in der Lausitz statt, über 200 Gruppen mit rund 5000 Aktiven und 100 Wagen hatten sich dafür angemeldet.

## Besondere Vorfälle
- 2011: Beim Umzug stürzte ein sechs Meter hohes Kabelgerüst des Fernsehsenders RBB um. Dabei wurden zwölf Personen verletzt.[4]